# Robert A. M. Stern

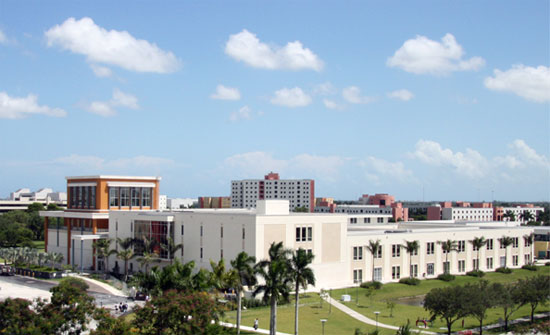
Il Florida International University College of Law di Miami, progettato da Robert A. M. Stern

Robert A. M. Stern, all'anagrafe Robert Arthur Morton Stern (Brooklyn, 23 maggio 1939), è un architetto statunitense, laureato all'Università Yale. Il suo stile architettonico è considerato come post-moderno.

## Opere
- Museo Norman Rockwell (1993) (Stockbridge), Stati Uniti d'America
- 30 Park Place (2016) New York, Stati Uniti d'America
- 220 Central Park South (2017) New York, Stati Uniti d'America
- 520 Park Avenue (2017) New York, Stati Uniti d'America